# Mina (Nowy Jork)
Mina – miasto w Stanach Zjednoczonych, w stanie Nowy Jork, w hrabstwie Chautauqua.